# Таннехилл, Ли
Ли Форд Таннехилл (англ. Lee Ford Tannehill, 26 октября 1880, Дейтон, Кентукки — 16 февраля 1938, Лайв-Ок, Флорида) — американский бейсболист, игрок третьей базы и шортстоп. Выступал в Главной лиге бейсбола в составе «Чикаго Уайт Сокс». Победитель Мировой серии 1906 года.

## Карьера
Ли Таннехилл родился 26 октября 1880 года в Дейтоне в штате Кентукки. Его старший брат Джесси также был профессиональным бейсболистом. 
С 1903 по 1912 год Таннехилл выступал в Главной лиге бейсбола в составе «Чикаго Уайт Сокс». В своём дебютном сезоне он принял участие в игре против «Детройта», в которой команды суммарно совершили восемнадцать ошибок. Этот результат остаётся рекордным для лиги. Сам Таннехилл совершил четыре ошибки. Всего в сезоне 1903 года он допустил 76 ошибок в 138 играх. В 1906 году он в составе «Уайт Сокс» выиграл Мировую серию. В финале Таннехилл сыграл в трёх матчах, выбив один хит. Тридцать первого июля 1910 года он стал автором первого хоум-рана в истории стадиона Комиски-парк, выбив гранд-слэм в игре с «Детройтом».